# Hum (gruppo musicale)
Gli Hum sono un gruppo musicale rock alternativo statunitense, fondato a Champaign, Illinois, nel 1989, da Matt Talbott e Andy Switzky.

## Storia

### Gli inizi
Dopo la pubblicazione della demo Kissing Me Is Like Kissing an Angel, registrata nello studio di Steve Albini a Chicago e ottenendo una certa fama locale, la band registra e pubblica il loro primo album, Fillet Show e gli EP Hello Kitty e Sundress.
A questo punto la band aveva già avuto due cambi di bassista e uno di batterista. Anche Switzky, principale voce, scrittore e chitarrista solista, decide di abbandonare il gruppo. 
La band consolida quindi la sua formazione definitiva con, oltre a Talbott a voce e chitarra, Tim Lash alla chitarra solista, Jeff Dimpsey al basso e Bryan St. Pere alla batteria (già presente durante la registrazione di Fillet Show), e pubblicano nel 1993 il loro secondo album, Electra 2000.
Questo disco fu un salto di qualità per la band, introducendo testi più concettuali e meno lineari, che saranno un segno distintivo della band nei lavori futuri, nonché sonorità meno legate al punk come nel precedente lavoro, ma più vicine al post hardcore e allo shoegaze. Pur non pubblicando nessun singolo, grazie alla distribuzione della Parasol Records gli Hum attirano l'attenzione di nuovi fan e della casa discografica RCA.

### La fama
Il gruppo entra nel circuito mainstream nel 1995, grazie alla hit radiofonica Stars, estratta dal loro terzo album You'd Prefer An Astronaut, pubblicato grazie al contratto firmato proprio con la RCA, che varrà loro la rapida vendita di circa 250.000 copie, una serie di apparizioni televisive (120 Minutes, Beavis & Butt-head, Late Night With Conan O'Brien, The Jon Stewart Show), radiofoniche (The Howard Stern Show), e vari tour al fianco di artisti di grosso calibro, come i The Smashing Pumpkins, Liz Phair e i The Jesus Lizard.
Lo stile di questo nuovo disco si discosta da quello del precedente, incorporando sensibilità e sonorità del mondo più prettamente shoegaze e space rock, cambio di rotta che si sarebbe accentuato ancora maggiormente nella loro successiva pubblicazione. Anche per quanto riguarda i testi si può apprezzare l'introduzione di riferimenti allo spazio, alla natura e alla scienza, preponderanti nel prossimo lavoro del gruppo.
Il secondo album con la RCA, Downward Is Heavenward, verrà pubblicato solo nel 1998, dopo un lungo lavoro da parte degli Hum. Nonostante la buona recezione della critica, dal punto di vista commerciale risultò in un flop rispetto al disco precedente, con circa 38.000 vendite in due anni, causando la recisione del contratto da parte dell'etichetta discografica stessa.
Dopo un piccolo incidente stradale durante un tour in Canada, gli Hum dovettero cancellare alcune date, e da lì le loro apparizioni dal vivo si fecero sempre più sporadiche, finché, nel dicembre 2000, i membri decisero ufficialmente di sciogliere il gruppo.

### Dopo lo scioglimento
Salvo che per qualche sporadica esibizione live, gli Hum rimarranno inattivi fino al 2015, annunciando la loro riunione ufficiale e l'inizio dei lavori a un nuovo album, Inlet, che vedrà la luce il 23 giugno 2020, dopo ben 22 anni dal loro ultimo lavoro, ricevendo un'ottima risposta dalla critica.
Nel 2023 la band ha annunciato e realizzato la riedizione degli ultimi quattro dischi.

## Influenza
Gli Hum sono stati citati da diversi gruppi e artisti come loro influenza musicale, tra cui Chino Moreno dei Deftones e Stemage.

## Formazione

### Formazione attuale
- Matt Talbott – voce, chitarra ritmica
- Tim Lash – chitarra solista
- Jeff Dimpsey – basso

### Ex componenti
- Andy Switzky – chitarra solista, voce (1989–1993)
- Akis Boyatzis – basso (1989–1990)
- Jeff Kropp – batteria (1989–1990)
- Joe Futrelle – basso (1990)
- Rod Van Huis – basso (1990–1991)
- Bryan St. Pere – batteria (1990–2000; 2003; 2011–2015; 2015–2021) (morto nel 2021)[15][16]
- Balthazar "Baltie" de Lay – basso (1991–1993)
- Jason Gerken – batteria (2015)

## Discografia

### Album in studio
| Titolo                    | Dettagli | Posizione in classifica | Posizione in classifica |
| Titolo                    | Dettagli | US                      | US Heat.                |
| ------------------------- | --- | ----------------------- | ----------------------- |
| Fillet Show               | - Data di pubblicazione: 1991 - Etichetta: 12 Inch Records - Formati: CD, audiocassetta                                                  | —                       | —                       |
| Electra 2000              | - Data di pubblicazione: 19 ottobre 1993 - Etichetta: 12 Inch Records, Martians Go Home - Formati: CD, audiocassetta, vinile             | —                       | —                       |
| You'd Prefer an Astronaut | - Data di pubblicazione: 11 aprile 1995 - Etichetta: RCA - Formati: CD, audiocassetta, vinile                                            | 105                     | 1                       |
| Downward Is Heavenward    | - Data di pubblicazione: 27 gennaio 1998 - Etichetta: RCA - Formati: CD, audiocassetta, vinile                                           | 150                     | 6                       |
| Inlet                     | - Data di pubblicazione: 23 giugno 2020 - Etichetta: Earth Analog Records, Polyvinyl Record Co. - Formati: CD, download digitale, vinile | 111                     | 15                      |

### Demo
- 1990 – Kissing Me Is Like Kissing an Angel
- 1997 – It's Gonna Be a Midget X-mas

### EP
| Titolo                  | Tracce                                                                             | Anno |
| ----------------------- | ---------------------------------------------------------------------------------- | ---- |
| Hello Kitty             | Hello Kitty/Roar I'm A Tiger                                                       | 1992 |
| Sundress                | Sundress/Time Is Melting                                                           | 1992 |
| I'd Like Your Hair Long | I'd Like Your Hair Long                                                            | 1995 |
| Stars (CD)              | Stars/Boy With Stick/Baby, Baby/Stars (Edit)                                       | 1995 |
| Stars (45 giri)         | Stars/Boy With Stick                                                               | 1995 |
| The Pod (CD UK)         | The Pod/Ms. Lazarus (Original)/Firehead                                            | 1995 |
| The Pod (CD Promo USA)  | The Pod/Boy With Stick/Baby, Baby                                                  | 1996 |
| Puppets                 | Puppets/Aphids                                                                     | 1998 |
| Green To Me             | Green To Me (Edit)/Green To Me/Suggested Callout Hook #1/Suggested Callout Hook #2 | 1998 |
| Comin' Home (CD)        | Comin' Home (Edit)/Comin' Home/Aphids                                              | 1998 |
| Comin' Home (45 giri)   | Comin' Home/Puppets                                                                | 1998 |

### Video musicali
| Titolo        | Album                     | Anno |
| ------------- | ------------------------- | ---- |
| Iron Clad Lou | Electra 2000              | 1993 |
| Stars         | You'd Prefer An Astronaut | 1995 |
| The Pod       | You'd Prefer An Astronaut | 1995 |
| Comin' Home   | Downward Is Heavenward    | 1998 |
| Green To Me   | Downward Is Heavenward    | 1998 |